# Antonio Pérez Carmona
Antonio Pérez Carmona (caserío de La Media Luna, Escuque, 8 de junio de 1933 - Valera, 4 de diciembre de 2006) fue un poeta, novelista, cuentista, ensayista y periodista venezolano.

## Biografía
Pérez Carmona estudió en la Universidad Central de Venezuela (UCV) las carreras de letras y derecho, que abandonó para dedicarse al periodismo.
Antonio Pérez Carmona es uno de los intelectuales andinos más destacados, y cuya pluma fue apreciada por retratar el paisaje y la idiosincrasia de su tierra.
Sobre él escribió alguna vez Adriano González León: «Juntos nos deslumbramos, en los comienzos de nuestros azares poéticos, con la pintura y la poesía de vanguardia. Pero también teníamos el oído abierto a los aconteceres sociales, a las necesidades de una transformación y a los encantos y aparecidos que bordeaban las noches con serenata y novia prohibida».
Para el autor de País portátil, «muy pocos como él han sabido unir su formación literaria y su trato con los fantasmas. Pérez Carmona ha leído a Eliot y a Eluard y a Vallejo, pero también recoge las palabras radiantes de aquella loca cubierta de flores que aparecía, de pronto, en plena Calle Real».
Ramón Palomares, primer ganador del Premio Internacional de Poesía Víctor Valera Mora y nativo también de Escuque, ha afirmado que «Pérez Carmona lleva con su reciedumbre, la confrontación valiente y obstinada de una existencia sostenida con nobleza y poesía. Su obra corre amplia y diversa en poemas, novelas, ensayos y narraciones breves, en busca de su vecindario: pueblos y gentes de su región agreste y nubosa de Trujillo. Quienes hemos compartido con él aquella inmensa casa de magia infantil —nuestro pueblo— lo reconocemos como uno de sus más puros símbolos».

## Obras
Antonio Pérez Carmona publicó las siguientes obras:
- 3 (Cuentos. Valera, 1970)
- Visión de Trujillo (Crónicas. Valera, 1971)
- Los cuicas y sus herederos poéticos (Ensayos. Caracas, 1979)
- Hombres y tierra mágica (Cuentos y crónicas, Caracas, 1982)
- De la nostalgia (Poesía. Valera, 1983)
- La navidad trujillana (Valera, 1983)
- Paula (Novela. Valera, 1986)
- La colonia italiana en el estado Trujillo (Crónicas. Valera, 1986)
- Aquel escuque heroico y florido (Crónicas. Valera, 1991)
- Cambises (Novela sobre Cipriano Castro. Valera, 1998)
- La bella niña de ese lugar (Vida infantil y juvenil de la pintora Josefa Sulbarán. Valera, 2000)
- Chávez (Crónica sobre el golpe de Estado de 2002 y el paro petrolero. Valera, 2003)
- Viaje por la poesía venezolana y el orbitar universal (ensayo. Caracas, 2004).
- Antología narrativa (Paula, Cambises y el volumen de cuentos Muerte por agua. Caracas, 2004)
- De la guerra y la ternura (poesía. Caracas, 2004)